# Ross Mintzer

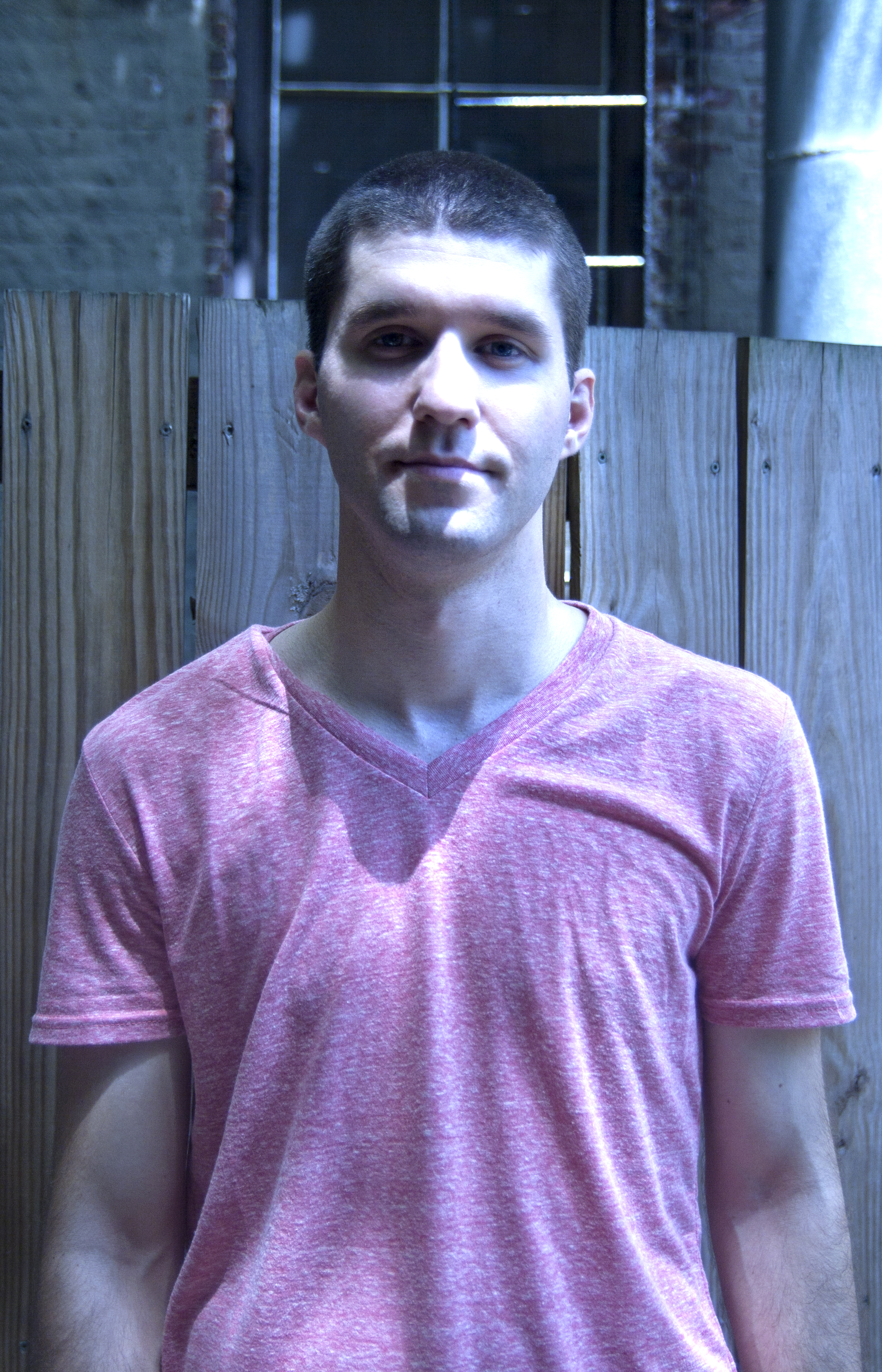
Ross Mintzer 2013

Ross Philip Mintzer (* 26. Mai 1987 in New York City, New York) ist ein US-amerikanischer Musiker und Songwriter. Er ist Multiinstrumentalist, spielt Gitarre, Saxophon, Flöte und singt. Seit 2012 hat er seine eigene, nach ihm benannte Band. Er ist vor allem im Jazz und in der Weltmusik aktiv.

## Leben
Mintzer stammt aus New York City. Er ist der Neffe von Saxophonist Bob Mintzer, der Mintzer seit seinem 8. Lebensjahr unterrichtete. Außerdem hatte er später Privatstunden bei Marc Mommaas. Mintzer spielte in der Jazzband der Mamaroneck High School und bei Dr. Meeker. 2005 war er einer von 29 High-School-Schülern der ausgesucht wurde, um bei der Grammy-Verleihung 2005 zusammen mit dem Gibson/Baldwin Jazz Ensemble aufzutreten. Mintzer trat außerdem im Fonda Theatre in Hollywood zusammen mit Benny Golson auf. 2005 trat er außerdem im National-Public-Radio-Programm From the Top zusammen mit Bassist Michael Thurber auf. Die beiden spielten Johann Sebastian Bachs Invention 1 und 2. 2005 gewann er außerdem den 28th Annual Student Award des Down-Beat-Magazins als einer von zwei Siegern in der Kategorie Blues/Pop/Rock- und Jazz-Instrumental-Solist. Das Magazin Jazziz lud ihn eom auf seiner Kompilation Jazziz on Disc mitzuwirken. Sein Lied Guayaquil wurde in die Library of Congress aufgenommen.
Nach der High School studierte er an der Interlochen Arts Academy in Michigan und an der Manhattan School of Music.
Zusammen mit dem Bassisten Michael Turber gründete Mintzer das Duo Remington, das mit der Verpflichtung von Greg Evans als Schlagzeuger zum Trio anwuchs. Die Band benannte sich nach ihrem Mentor David Remington. 2009 begannen er und Thurber durch die Vereinigten Staaten zu ziehen und musikalische Workshops für junge Musiker abzuhalten. Im Februar 2011 führte ihn eine Lehrtätigkeit für die American University of Sharjah (AUS) nach Pakistan. In Karatschi unterrichtete er von Oktober 2011 bis Februar 2012 Kinder in Musik und Englisch. Außerdem organisierte er Veranstaltungen und leitete einen Mädchenchor.
2012 gründete er die Ross Mintzer Band, die bisher drei Singles und ein Musikvideo veröffentlicht hat. Die Band spielte außerdem in New York City, Los Angeles, St. Louis und Chicago.
Seit 2014 engagierte sich Ross Mintzer für die virtuelle Geldeinheit Bitcoin. So war er einer der Organisatoren eines Musikfestivals in New York City. Dort trat auch seine Band auf. Im Dezember 2014 trat er als Saxophonist bei der Dubai Bitcoin Conference im Dubai International Financial Centre auf.

## Diskografie

### Mit Remington
- Songs For Our Friends (EP, 2007)
- Thank You Mr. Remington (EP, 2008)[11]
- Warm Winter (EP, 2008)
- Human Music (EP, 2009)

### Singles
- 2013: Victory (RPM LLC)
- 2013: World Goes Round (RPM LLC)
- 2013: Lost in America (RPM LLC)

### Musikvideos
- 2013: Freedom (Ft. Milton Vann and The Original Harlem Shakers)
- 2014: Open Happiness (Ft. Milton Vann)

### Samplerbeiträge
- 2005: Guayaquil für Jazziz on Disc
- 2005: Two Step for a Rainy Day für The Interlochen Arts Academy Jazz Combo